# WWE NXT
WWE NXT è un programma televisivo di wrestling statunitense prodotto dalla WWE a partire dal 23 febbraio 2010 e in onda martedì sull'emittente The CW.
Dalla sua nascita nel marzo del 2010 all'agosto del 2012, NXT è stato un reality show a tema wrestling, ma successivamente è divenuto un programma di wrestling tradizionale e inizialmente un vero e proprio territorio di sviluppo collegato con la WWE. Con il successo ottenuto è divenuto il terzo roster alla pari di Raw e SmackDown, avendo avuto dal dicembre 2016 anche un secondo programma televisivo britannico, NXT UK, che debuttò nel luglio del 2018 e venne chiuso il 4 settembre 2022, con un proprio roster esclusivo proveniente dal Regno Unito.
Dal 18 settembre 2019 lo show, che era inizialmente un'esclusiva del WWE Network, va in onda di mercoledì su USA Network, e la sua durata è di due ore anziché una. Dal 13 aprile 2021 lo show va in onda non più il mercoledì bensì il martedì, e il 14 settembre dello stesso anno lo show assunse anche il secondo nome di NXT 2.0 fino al 13 settembre 2022.
In Italia va in onda con il commento originale su Discovery+ e con il commento di Luca Franchini e Michele Posa in chiaro su Dmax una settimana dopo. In entrambi i casi, la versione è di un'ora. Fino al 2020, il programma andava in onda sui canali Sky Sport.

## Storia

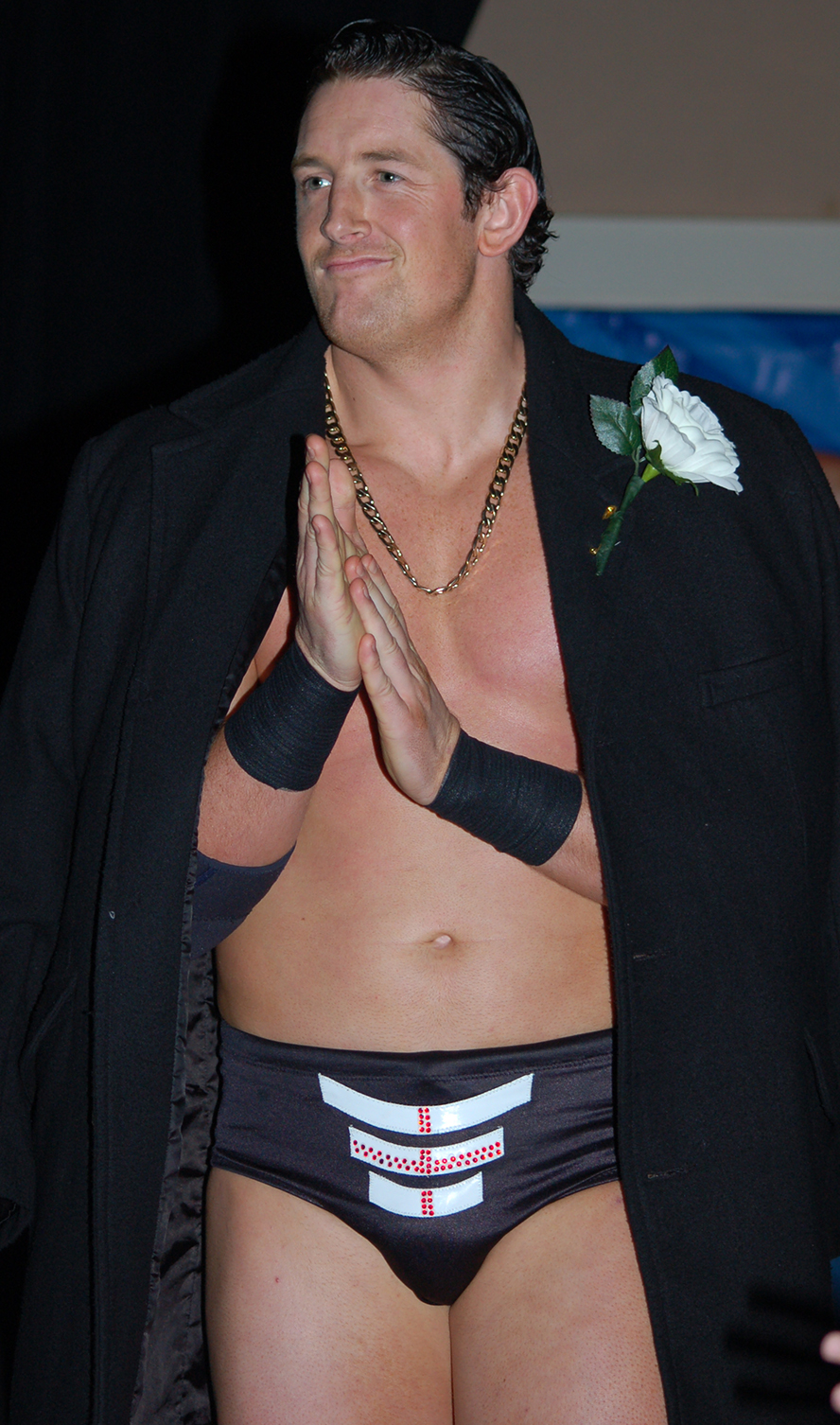
Il primo vincitore di NXT Wade Barrett

La notizia del lancio di un nuovo programma televisivo della WWE intitolato NXT venne annunciata da Vince McMahon nella puntata di Raw del 1º febbraio 2010. Prese il posto di ECW, dato che quest'ultimo era rimasto con pochi atleti nel proprio roster. La prima puntata ebbe luogo il 23 febbraio mentre l'11 maggio seguente si svolsero le prime eliminazioni che videro tre concorrenti abbandonare il programma, ovvero Michael Tarver, Daniel Bryan e Skip Sheffield. Il 18 maggio venne eliminato anche Darren Young mentre la settimana successiva toccò a Heath Slater. Il 1º giugno Wade Barrett venne eletto vincitore davanti a Justin Gabriel e David Otunga.
Nella seconda stagione vennero introdotte alcune novità, tra cui la durata del programma (diminuita da 15 settimane a 13 settimane) e la possibilità del pubblico di votare al 50%. Il primo ad andarsene fu Titus O'Neil, allenato da Zack Ryder, poi toccò a Eli Cottonwood e Lucky Cannon, Percy Watson e Husky Harris. A vincere la seconda stagione fu Kaval.
Nella terza stagione se ne è andata per prima Jamie (che era seguita dalle Bella Twins), poi è venuto il turno di Maxine, poi ancora di Aksana, AJ Lee e Naomi. A vincere la terza stagione fu Kaitlyn.
Nella quarta stagione il primo ad andarsene è stato Jacob Novak, che era seguito da Chris Masters, poi è stata la volta di Conor O'Brian allenato da Alberto Del Rio, poi ancora di Byron Saxton che aveva come mentore Dolph Ziggler, Derrick Bateman, seguito da Daniel Bryan. A spuntarla in finale è Johnny Curtis, che si aggiudicò la quarta stagione eliminando Brodus Clay per ultimo.
Nella quinta stagione i protagonisti sono sei atleti eliminati dalle altri stagioni che hanno l'opportunità di rifarsi un nome. Ad andarsene per primo è stato Jacob Novak, già eliminato per primo nella quarta stagione, poi Byron Saxton eliminato per terzo anch'egli dalla quarta stagione del programma. È poi la volta di Lucky Cannon, classificatosi sesto nella seconda stagione. Dopo l'eliminazione di Conor O'Brian entra in competizione alla 17ª settimana Derrick Bateman, già eliminato nella quarta stagione. Durante la 59ª settimana Titus O'Neil e Darren Young ricevono un contratto per apparire a SmackDown.
A partire dal maggio 2012 inizia a essere registrato in maniera indipendente anziché essere registrato prima di SmackDown. L'ultima puntata della quinta stagione è andata in onda il 13 giugno.
Nel giugno 2012 era prevista la sesta stagione, ma essa è stata integrata alla Florida Championship Wrestling, territorio di sviluppo della WWE. Inoltre è stato annunciato dalla WWE che non sarebbe più stato un programma televisivo di wrestling per promuovere i giovani, ma un territorio di sviluppo che avrebbe preso il posto della FCW, chiusa nell'agosto 2012.
Il 12 luglio è stato annunciato dalla federazione che NXT avrebbe avuto dei propri titoli, con il primo di essi (NXT Championship) assegnato organizzando un torneo a partecipanti vinto in seguito da Seth Rollins, il quale ha sconfitto in finale Jinder Mahal. In seguito vengono aggiunti anche i titoli di coppia (NXT Tag Team Championship) e il titolo femminile (NXT Women's Championship).
Il 27 febbraio 2014 si è svolto NXT ArRival, il primo evento nella storia di NXT che è durato due ore e che è stato trasmesso sul WWE Network. Per l'occasione NXT si sposta dal mercoledì al giovedì, lo stesso giorno in cui si registrano gli episodi. A partire da ArRival si svolge un episodio speciale ogni circa tre mesi e dal 29 maggio seguente assumono il nome di NXT TakeOver.
Dal 14 gennaio 2015 NXT torna ad essere trasmesso di mercoledì a causa dello spostamento di SmackDown al giovedì.
La puntata del 18 marzo seguente si è svolta per la prima volta al di fuori della Full Sail University per quanto riguarda il programma televisivo, disputandosi al LC Pavilion di Columbus in occasione dell'Arnold Sports Festival.
Per la prima volta nella storia dell'NXT Championship viene conquistato al di fuori del programma televisivo quando durante l'evento The Beast in the East (svoltosi a Tokyo), Finn Bálor ha sconfitto Kevin Owens.
In Italia NXT era fruibile tramite WWE Network dal 2014 al 2020 e su Sky Sport Arena dal 2014 al 2020; Dmax dal 18 luglio 2020 è fruibile tramite Discovery+ e Dmax.
In seguito, dal 14 aprile 2021, NXT è passato al martedì e non più al mercoledì.
Dal 14 settembre 2021 lo show ha subito un rilancio come NXT 2.0 subendo un totale restyling. Ciò è durato fino al 13 settembre 2022, quando lo show è tornato alla sua vecchia denominazione.

## Roster

### General manager
| Nome          | Periodo                          | Fonti |
| ------------- | -------------------------------- | ----- |
| Dusty Rhodes  | 20 giugno 2012–25 settembre 2013 | [ 1 ] |
| JBL           | 25 settembre 2013–21 agosto 2014 | [ 2 ] |
| William Regal | 28 agosto 2014–5 gennaio 2022    | [ 3 ] |
| Ava           | 23 gennaio 2024–presente         | [ 4 ] |

### Commentatori
| Nome                                                                              | Periodo                                                                                      |
| --------------------------------------------------------------------------------- | -------------------------------------------------------------------------------------------- |
| Josh Mathews e Michael Cole                                                       | 23 febbraio 2010–30 novembre 2010                                                            |
| Josh Mathews e Todd Grisham                                                       | 7 dicembre 2010–1º marzo 2011                                                                |
| William Regal e Todd Grisham                                                      | 26 aprile 2011–23 agosto 2011                                                                |
| William Regal e Jack Korpela                                                      | 6 settembre 2011–28 dicembre 2011                                                            |
| William Regal e Josh Mathews                                                      | 4 gennaio 2012–13 giugno 2012                                                                |
| Byron Saxton, Jim Ross e William Regal                                            | 20 giugno 2012–3 maggio 2013                                                                 |
| Brad Maddox e Tony Dawson                                                         | 10 maggio 2013–4 luglio 2013                                                                 |
| Alex Riley o William Regal e Tom Phillips o Tony Dawson                           | 11 luglio 2013–16 ottobre 2013                                                               |
| Byron Saxton, Renee Young e Tom Phillips Alex Riley, Jason Albert e William Regal | 23 ottobre 2013–3 aprile 2014 10 aprile 2014–24 luglio 2014 31 luglio 2014–11 settembre 2014 |
| Alex Riley, Jason Albert, Renee Young e Rich Brennan                              | 18 settembre 2014–4 dicembre 2014                                                            |
| Alex Riley, Renee Young e Rich Brennan Corey Graves e Jason Albert                | 11 dicembre 2014–21 gennaio 2015                                                             |
| Alex Riley, Renee Young, Rich Brennan e Tom Phillips Corey Graves e Jason Albert  | 28 gennaio 2015–4 marzo 2015 11 marzo 2015–22 aprile 2015                                    |
| Byron Saxton, Corey Graves e Rich Brennan                                         | 29 aprile 2015–6 gennaio 2016                                                                |
| Corey Graves e Tom Phillips                                                       | 13 gennaio 2016–30 novembre 2016                                                             |
| Corey Graves, Percy Watson e Tom Phillips                                         | 7 dicembre 2016–1º febbraio 2017                                                             |
| Nigel McGuinness, Percy Watson e Tom Phillips                                     | 8 febbraio 2017–21 giugno 2017                                                               |
| Mauro Ranallo, Nigel McGuinness e Percy Watson                                    | 28 giugno 2017–9 maggio 2019                                                                 |
| Mauro Ranallo, Nigel McGuinness e Beth Phoenix                                    | 15 maggio 2019–11 marzo 2020                                                                 |
| Mauro Ranallo, Tom Phillips e Beth Phoenix                                        | 29 aprile 2020 e 6 maggio 2020                                                               |
| Mauro Ranallo, Tom Phillips e Beth Phoenix                                        | 27 maggio 2020 e 17 giugno 2020                                                              |
| Mauro Ranallo, Tom Phillips e Beth Phoenix                                        | 1º giugno 2020 e 5 agosto 2020                                                               |
| Mauro Ranallo, Beth Phoenix e Byron Saxton                                        | 13 maggio 2020 e 20 maggio 2020                                                              |
| Mauro Ranallo, Vic Joseph e Beth Phoenix                                          | 12 agosto 2020–19 agosto 2020                                                                |
| Vic Joseph, Beth Phoenix e Wade Barrett                                           | 26 agosto 2020–30 novembre 2021                                                              |
| Tom Phillips e Beth Phoenix                                                       | 23 settembre 2020–30 settembre 2020                                                          |
| Vic Joseph e Wade Barrett                                                         | 29 giugno 2021 10 agosto 2021 19 ottobre 2021 7 dicembre 2021–4 ottobre 2022                 |
| Vic Joseph e Booker T                                                             | 11 ottobre 2022–presente                                                                     |

### Annunciatori
| Nome                                                    | Periodo                           |
| ------------------------------------------------------- | --------------------------------- |
| Savannah                                                | 23 febbraio 2010 – 1º giugno 2010 |
| Jamie Keyes                                             | 8 giugno 2010 – 24 agosto 2010    |
| Tony Chimel                                             | 31 agosto 2010 – 30 novembre 2010 |
| Justin Roberts o Tony Chimel                            | 7 dicembre 2010 – 15 marzo 2011   |
| Tony Chimel                                             | 15 marzo 2011 – 16 maggio 2012    |
| Caylee Turner                                           | 20 giugno 2012 – 14 agosto 2012   |
| Summer Rae                                              | 20 giugno 2012 – 13 febbraio 2013 |
| Byron Saxton e Kendall Skye                             | 5 giugno 2013 – ottobre 2013      |
| Alexa Bliss, Byron Saxton, Kendall Skye e Veronica Lane | ottobre 2013 – 8 gennaio 2014     |
| Eden                                                    | 15 gennaio 2014 – 14 agosto 2014  |
| JoJo                                                    | 21 agosto 2014 – 29 aprile 2015   |
| Greg Hamilton e JoJo                                    | 6 maggio 2015 – 22 luglio 2015    |
| Dasha Fuentes e Greg Hamilton                           | 29 luglio 2015 – 24 agosto 2016   |
| Andrea D'Marco e Mike Rome                              | 31 agosto 2016 – 19 aprile 2017   |
| Dasha Fuentes e Mike Rome                               | 26 aprile 2017 – 23 agosto 2017   |
| Kayla Braxton e Mike Rome                               | 30 agosto 2017 – 15 agosto 2018   |
| Kayla Braxton                                           | 22 agosto 2018 – 17 aprile 2019   |
| Alicia Taylor                                           | 24 aprile 2019 – presente         |

### Ospiti
| Nome           | Periodo                           |
| -------------- | --------------------------------- |
| Matt Striker   | 23 febbraio 2010 – 16 maggio 2012 |
| Ashley Valence | 22 giugno 2010 – 31 agosto 2010   |
| Maryse         | 8 marzo 2011 – 28 ottobre 2011    |

### Dietro le quinte
| Nome             | Nome reale           | Note                                                                                    |
| ---------------- | -------------------- | --------------------------------------------------------------------------------------- |
| Berkley Ottman   | Berkley Ottman       | Direttore di studio                                                                     |
| Brian Duncan     | Brian Duncan         | Capo preparatore atletico e medico                                                      |
| Canyon Ceman     | Canyon Ceman         | Vice presidente per lo sviluppo dei talenti                                             |
| Chris Scobille   | Christopher Scobille | Assistente autore                                                                       |
| David Bailey     | David Bailey         | Direttore generale del WWE Performance Center                                           |
| Joe Belcastro    | Joe Belcastro        | Capo autore                                                                             |
| Matt Bloom       | Matthew Bloom        | Capo allenatore                                                                         |
| Mickey Keegan    | Max Pelham           | Creativo                                                                                |
| Norman Smiley    | Norman Smiley        | Assistente allenatore                                                                   |
| Robbie Brookside | Robert Brooks        | Allenatore                                                                              |
| Ryan Katz        | Ryan Katz            | Assistente produttore Allenatore per le interviste                                      |
| Sara Amato       | Sara Amato           | Assistente capo allenatore Produttrice                                                  |
| Sarah Stock      | Sarah Stock          | Allenatrice delle atlete                                                                |
| Sean Hayes       | Sean Hayes           | Preparatore atletico                                                                    |
| Seth Petruzelli  | Seth Petruzelli      | Allenatore                                                                              |
| Steve Corino     | Steven Corino        | Allenatore                                                                              |
| Tara Halaby      | Tara Halaby          | Fisioterapista Preparatore atletico e medico                                            |
| Terry Taylor     | Paul Taylor III      | Allenatore                                                                              |
| Triple H         | Paul Levesque        | Proprietario di minoranza della WWE Vice presidente esecutivo della WWE Capo produttore |

## Segmenti ricorrenti
| Segmento                  | Conduttore     | Periodo       | Note | Fonte |
| ------------------------- | -------------- | ------------- | ---- | ----- |
| The K.O. Show             | Kevin Owens    | 2020 2022     |      |       |
| Lashing Out               | Lash Legend    | 2021–presente |      |       |
| The Grayson Waller Effect | Grayson Waller | 2022–2023     |      |       |
| The Supernova Sessions    | Noam Dar       | 2023–presente |      |       |

## Programmazione internazionale
| Paese | Canale                        | Note                                      |
| --- | ----------------------------- | ----------------------------------------- |
| America Latina - Argentina - Barbados - Bolivia - Brasile - Cile - Colombia - Costa Rica - Curaçao - Ecuador - El Salvador - Guatemala - Guyana - Honduras - Messico - Nicaragua - Panama - Paraguay - Perù - Repubblica Dominicana - Uruguay - Venezuela | Fox Sports Latinoamérica      | [ 5 ]                                     |
| Australia | Fox8                          | [ 6 ]                                     |
| Bangladesh, India, Pakistan e Sri Lanka | TEN Sports                    | [ 7 ] [ 8 ] [ 9 ]                         |
| Cambogia | Cambodian Television Network  | [ 10 ]                                    |
| Canada | WWE Network                   | [ 11 ]                                    |
| Filippine | Fox Channel Asia              | [ 12 ]                                    |
| Francia | Action                        | [ 13 ]                                    |
| Austria, Germania, Liechtenstein, Lussemburgo e Svizzera | ProSieben Fun                 | [ 14 ] [ 15 ] [ 16 ] [ 17 ] [ 18 ] [ 19 ] |
| Giappone | J Sports 1                    | [ 20 ]                                    |
| Italia | Dmax in chiaro Discovery+ pay | [ 21 ]                                    |
| Malaysia | Astro SuperSport              | [ 22 ]                                    |
| Messico | Viva Sports                   | [ 23 ]                                    |
| Mondo arabo | OSN                           | [ 24 ] [ 25 ] [ 26 ]                      |
| Polonia | Extreme Sports Channel        | [ 27 ]                                    |
| Portogallo | SportTV 3                     | [ 28 ]                                    |
| Regno Unito | WWE Network                   |                                           |
| Romania | Sport.ro                      |                                           |
| Singapore | SuperSports                   |                                           |
| Sudafrica | e.tv                          | [ 29 ]                                    |
| Taiwan | Videoland Max-TV              | [ 30 ]                                    |